# James White (Footballspieler)
James White (* 3. Februar 1992 in Fort Lauderdale, Florida) ist ein ehemaliger US-amerikanischer American-Football-Spieler. Er spielte acht Jahre lang in der National Football League (NFL) für die New England Patriots als Runningback. Mit den Patriots gewann White dreimal den Super Bowl.

## College
White spielte von 2010 bis 2013 an der University of Wisconsin–Madison für die Wisconsin Badgers.
Insgesamt kam er auf 4.015 Yards und 45 Touchdowns bei 643 Läufen und fing 73 Bälle für 670 Yards und 3 Touchdowns.

## NFL
White wurde im NFL Draft 2014 von den New England Patriots in der 4. Runde an insgesamt 130. Stelle ausgewählt.

### 2014 (Rookie-Saison)
In seiner Rookie-Saison 2014 kam White auf nur drei Einsätze und war noch kein fester Bestandteil des Teams. Dennoch konnte er in diesem Jahr mit den Patriots erstmals den Super Bowl (XLIX) gewinnen.

### 2015
White wurde in der Saison 2015 häufiger eingesetzt und konnte vor allem im Passspiel überzeugen. Dabei fing er in dieser Saison 40 Bälle für 410 Yards und 4 Touchdowns. Auch im Laufspiel konnte er immerhin zweimal einen Touchdown erzielen.
Seinen ersten Profi-Touchdown machte er am 11. Spieltag der Saison gegen die Buffalo Bills.

### 2016
White war nun fester Bestandteil der Patriots-Offensive und lief in der Saison 2016 166 Yards bei 39 Läufen und fing 60 Bälle für 551 Yards und schaffte dabei 5 Touchdowns.

#### Super Bowl LI
Er erreichte in dieser Saison mit den Patriots erneut den Super Bowl und wurde erneut AFC Champion. Die Patriots gewannen den Super Bowl LI gegen die Atlanta Falcons auch dank einer sehr starken und rekordverdächtigen Leistung von White.
White schaffte im Spiel insgesamt 3 Touchdowns und zusätzlich eine Two-Point Conversion. Dabei lief er 29 Yards und 2 Touchdowns, inklusive des spielentscheidenden Touchdowns in der Overtime, und fing 14 Bälle für 110 Yards sowie einen Touchdown. Damit zog er mit dem bisherigen Rekordhalter Terrell Davis gleich, der ebenfalls 3 Touchdowns in einem Super Bowl schaffte. Dieser wurde damit im Super Bowl XXXII sogar Super Bowl MVP, was White verwehrt blieb, da sein Teamkollege Tom Brady diesen Award gewann.

### 2017
Am 18. April 2017 verlängerte White seinen noch ein Jahr laufenden Vertrag mit den Patriots vorzeitig um drei Jahre.
Mit den Patriots gewann er auch in der Saison 2018 den Super Bowl LIII gegen die Los Angeles Rams (13:3). Im August 2022 gab White sein Karriereende bekannt, nachdem er den Großteil der Vorsaison wegen einer Hüftverletzung verpasst hatte.